# Kelly Ripa

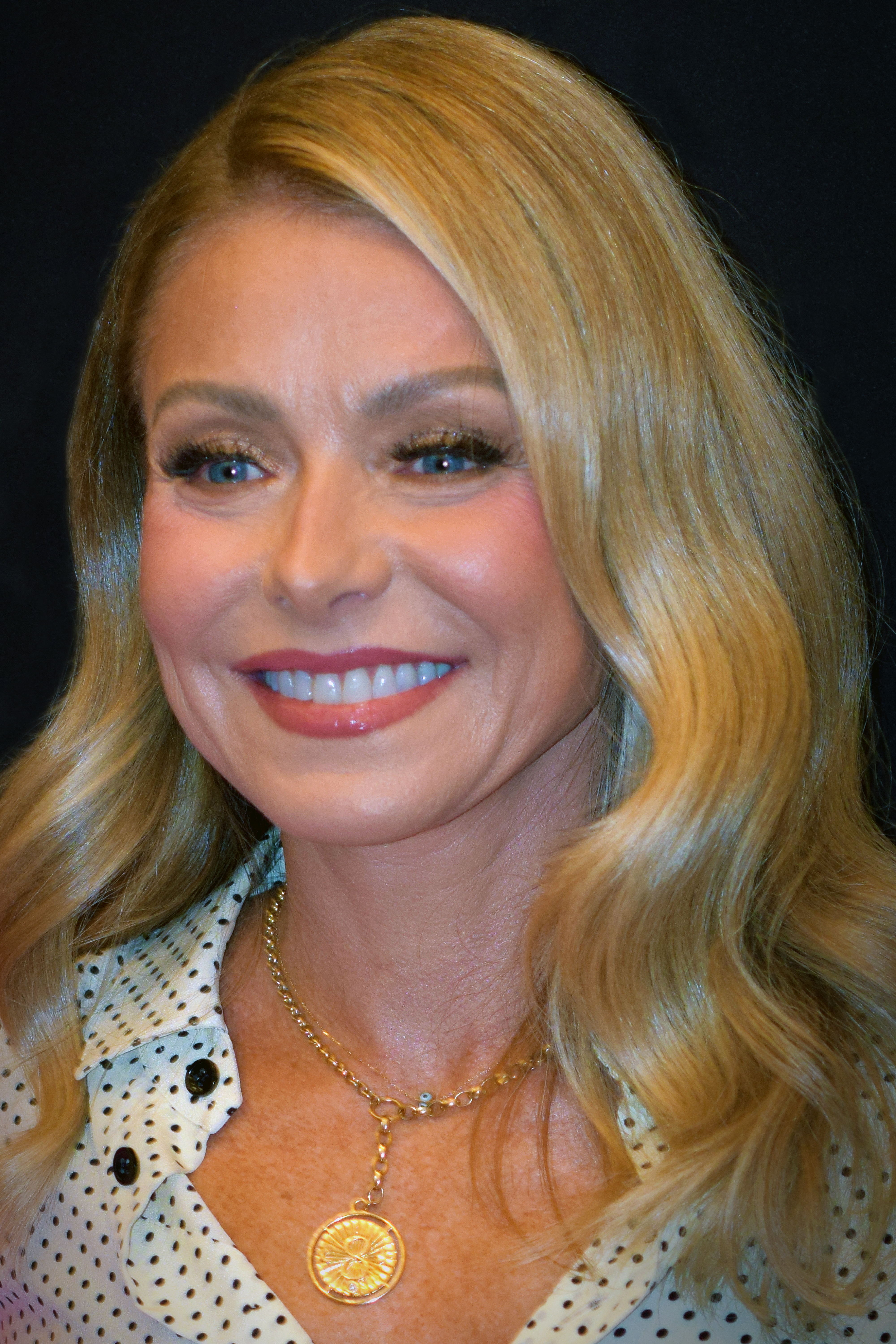
Kelly Ripa, 2023

Kelly Maria Ripa (* 2. Oktober 1970 in Stratford, New Jersey) ist eine US-amerikanische Schauspielerin und Fernsehmoderatorin.
Im Jahr 2012 nahm The Hollywood Reporter sie in die jährliche Liste der 35 Most Powerful People in Media auf.

## Leben und Karriere
Kelly Ripa wurde als Tochter eines Busfahrers und einer Hausfrau geboren. Ihre jüngere Schwester Linda ist Kinderbuchautorin. Ripa hat irische und italienische Vorfahren. Seit ihrem dritten Lebensjahr tanzt sie Ballett. Ihre Schullaufbahn absolvierte Kelly Ripa an der Eastern High School in Voorhees Township. Dort war sie auch Cheerleader. Ebenfalls in ihrer Schulzeit trat sie in dem Theaterstück Das hässliche Entlein auf. Sie fing an, am Camden Country College Psychologie zu studieren, entschloss sich jedoch, Schauspielerin zu werden.
Ihre Schauspielkarriere begann Kelly Ripa mit der Rolle der Coral im Film Marvins Töchter (1996). 2002 folgte ein vierteiliger Handlungsbogen in der Serie Ed – Der Bowling-Anwalt. Ihre erste Hauptrolle in einer Fernsehserie hatte Ripa von 2003 bis 2006 in Hope and Faith an der Seite von Faith Ford. Durch diese Rolle erlangte sie auch Bekanntheit. Nach einigen Sprechrollen folgte 2005 ein Auftritt in Missing – Verzweifelt gesucht sowie 2009 in Damages – Im Netz der Macht und Brothers & Sisters. Des Weiteren endete 2010 ihr Engagement in der Seifenoper All My Children, welches sie seit 1990 eingenommen hatte. Im Jahr 2011 war sie in Hannah Montana und 30 Rock zu sehen. Zuletzt war sie 2012 in dem Kurzfilm The Bensonhurst Spelling Bee mit von der Partie.
Seit 1986 hatte Ripa diverse Auftritte in Talkshows und Seifenopern, zum Beispiel in The Daily Show, Liebe, Lüge, Leidenschaft, The Rosie O’Donnell Show, The Tonight Show with Jay Leno und Saturday Night Live. Seit 2001 moderiert sie die vormittägliche Talkshow Live, ab 2016 zusammen mit Ryan Seacrest. Seit 2016 ist sie Co-Kommentatorin von Anderson Cooper des „CNN Heroes All-Star Tribute“ auf CNN, welches jährlich in der zweiten Dezember-Woche gesendet wird.
Im Mai 1996 heiratete Ripa den Schauspieler Mark Consuelos, den sie am Set von All My Children kennengelernt hatte. Das Paar hat drei Kinder, welche 1997, 2001 und 2003 zur Welt kamen.

## Filmografie (Auswahl)
- 1990–2010: All My Children (Seifenoper)
- 1996: Marvins Töchter (Marvin’s Room)
- 1998–2002: The Rosie O’Donnell Show (Fernsehserie, 9 Folgen)
- 2000: Die Parkers (The Parkers, Fernsehserie, Folge 2x09)
- seit 2001: Live! with Kelly and Michael
- 2001: The Daily Show (Fernsehserie, 1 Folge)
- 2002: Family Guy (Fernsehserie, Folge 3x21, Stimme)
- 2002: Liebe, Lüge, Leidenschaft (One Life to Live, Seifenoper)
- 2002: Ed – Der Bowling-Anwalt (Ed, Fernsehserie, 4 Folgen)
- 2002, 2004: The Tonight Show with Jay Leno (Fernsehserie, 2 Folgen)
- 2003: Batman – Rätsel um Batwoman (Batman: Mystery of the Batwoman, Stimme)
- 2003: Kim Possible: A Sitch in Time (Stimme)
- 2003–2006: Hope and Faith (Hope & Faith, Fernsehserie, 73 Folgen)
- 2003–2006: Saturday Night Live (Fernsehserie, 3 Folgen)
- 2005: Missing – Verzweifelt gesucht (1–800–Missing, Fernsehserie, Folge 3x06)
- 2008: Alles Betty (Ugly Betty, Fernsehserie, Folge 3x01)
- 2009: Damages – Im Netz der Macht (Damages, Fernsehserie, Folge 2x01)
- 2009: Brothers & Sisters (Fernsehserie, Folge 3x12)
- 2011: Hannah Montana (Fernsehserie, Folge 4x12)
- 2011: 30 Rock (Fernsehserie, 2 Folgen)
- 2012: The Bensonhurst Spelling Bee
- 2015: Broad City (Fernsehserie, Folge 2x09)
- 2016: Nightcap (Fernsehserie, Folge 1x01)
- 2018: Famous in Love (Fernsehserie, Folge 2x09)
- 2018–2019: American Housewife (Fernsehserie, 4 Folgen, Stimme)
- 2019: Riverdale (Fernsehserie, Folge 3x11)